# 岐北軽便鉄道甲形電車

起線時代のモ25形28

岐北軽便鉄道甲形電車（ぎほくけいべんてつどうこうがたでんしゃ）は、岐北軽便鉄道（後の揖斐線）が開業時に新製した木造二軸単車である。
本項では同時に新製された乙形（おつがた）についても記述する。

## 沿革
1914年（大正3年）に岐北軽便鉄道が忠節 - 北方間を開業した際に導入した、日本車輌製造製の木造オープンデッキ構造二軸単車である。
車体長が異なる甲形（31ft41in）と乙形（27ft）の2種類が存在し、このうちV 10 V（V：乗降デッキ）という側面窓配置の甲形は軌道単車としては比較的大型で、名鉄各線の前身会社が保有した軌道単車の中でも最長であった。屋根構造は当初客室部のみダブルルーフ構造となっていたが、甲形のみ1937年（昭和12年）5月（名鉄時代）に運転台まで屋根を延長し、他の市内線単車と外観を統一している。製造当初はゼネラル・エレクトリック (GE) 製の電気機器（25馬力）やブリル (J.G.Brill) 社製の台車を装備した。
1921年（大正10年）に美濃電気軌道が岐北軽便鉄道を併合すると、翌年には甲形および乙形は美濃電気軌道の付番体系に組み込まれ、G13-17号・G19号に改番する。更に、貨車の連結や建設中の黒野、揖斐への延長運転に備えるため、1925年（大正14年）にはモーターを従来のGE製（25馬力）から市内線車両が装備するイングリッシュ・エレクトリック（デッカー）製のDK-13A（30馬力）に換装し、D13-17号・D19号となった。しかし、D13-17, 19号は北方線本揖斐延伸の直前の1928年（昭和3年）4月に鏡島線に転属した。鏡島線運用時代に乗降ステップが新設された。
現・名古屋鉄道誕生後の1939年（昭和14年）4月には、元・乙形であるD15、D16号が満州国・新京市電に売却され、残された4両には1941年（昭和16年）の形式称号改訂によりモ15形（15-18）という形式称号および車番が与えられた。同時期に戦時輸送強化のため蘇東線（後の起線）への転属が決まったが、稼働不能のモ16は一旦転属が見送られた。転属に際して特に改造は行われず、蘇東線では使用しない方向幕や中央緩衝連結器といった機器も搭載されたままであった。
モ15形（15・17・18）の投入により蘇東線の輸送量は増加したが、戦時輸送の酷使によりモーター故障が頻発するようになり、戦後は予備役となっていた。名鉄は蘇東線改良の一環として、1947年（昭和22年）にモ16含むモ15形全車のモーター換装を実施。竹鼻線で使用されていたデ1形（形式図）が装備していた東洋電機製造製TDK-580F（40馬力）と交換したことで稼働率が上がり、換装前とは対照的に起線（1948年改称）の主力車両となった。
1949年（昭和24年）の番号整理でモ15形（15-18）はモ25形（25-28）に改番した。その後、起線車両（モ25形とモ40形）のビューゲル化工事が1951年（昭和26年）に実施され、工事期間中の予備車が必要になったことからモ26が改めて起線に転属した。ビューゲル化工事を前後して車体色やヘッドライトの移動などが行われたが、その内容は各車ごとに異なっており、例えば車体色は上半分クリーム、下半分グリーンのツートンからダークグリーン一色に変更したものの、モ27やモ28は起線廃線前までに元のツートン色に戻っていた。
1953年（昭和28年）6月に起線がバス化実験に伴い休止されると、モ25・モ26が一旦新川工場に回送された。モ27・モ28およびモ40形の6両は三条検車区にそのまま保管されたが、すぐにモ25形・モ40形全車両ともトロリーポール化改造を受け、同年8月に開催された岐阜の花火大会輸送のため、岐阜市内線の増発列車に充当された。起線は翌年バス化（廃止）されたため、モ25形はそのまま岐阜市内線に残された。1954年（昭和29年）9月には再度ビューゲル化されている。
先述のビューゲル化以外にも、岐阜市内線での運用に合わせて続行灯の廃止や尾灯、フェンダーの変更など小規模な改造が施されたが、オープンデッキ構造には手を加えられず、最後まで乗降扉は取り付けられなかった。そのため岐阜市内線では多客時以外にはあまり使用されず、保存が検討されたモ26以外は1959年（昭和34年）5月までに廃車となった。
本形式は製造当初のオープンデッキ構造が残っていたことが評価され、博物館明治村で動態保存することが計画されていた。そのためモ26は1963年（昭和38年）8月の廃車後も岐阜工場にしばらく保管されていたが、京都市電の狭軌1型（N電）を京都市から授受し、これを動態保存することにしたため、モ26の保存計画は白紙となり、1967年に岐阜工場で解体された。

## 改番表
| 岐北軽便 | 岐北軽便 | 美濃電軌 | 美濃電軌 | 名古屋鉄道    | 名古屋鉄道    | 名古屋鉄道    | 名古屋鉄道    |
| 1914年   | 1914年   | 1922年   | 1925年   | 1941年        | 1941年        | 1949年        | 1949年        |
| -------- | -------- | -------- | -------- | ------------- | ------------- | ------------- | ------------- |
| 乙 形    | 1        | G15      | D15      | →（新京市電） | →（新京市電） | →（新京市電） | →（新京市電） |
| 乙 形    | 2        | G16      | D16      | →（新京市電） | →（新京市電） | →（新京市電） | →（新京市電） |
| 甲 形    | 3        | G13      | D13      | モ 15 形      | モ15          | モ 25 形      | モ25          |
| 甲 形    | 4        | G17      | D17      | モ 15 形      | モ17          | モ 25 形      | モ27          |
| 甲 形    | 5        | G14      | D14      | モ 15 形      | モ16          | モ 25 形      | モ26          |
| 甲 形    | 6        | G19      | D19      | モ 15 形      | モ18          | モ 25 形      | モ28          |